# Donji Krčin
Donji Krčin (izvirno srbsko Доњи Крчин) je naselje v Srbiji, ki upravno spada pod Občino Varvarin; slednja pa je del Rasinskega upravnega okraja.

## Demografija
V naselju živi 298 polnoletnih prebivalcev, pri čemer je njihova povprečna starost 48,6 let (46,3 pri moških in 50,8 pri ženskah). Naselje ima 122 gospodinjstev, pri čemer je povprečno število članov na gospodinjstvo 2,88.
To naselje je popolnoma srbsko (glede na rezultate popisa iz leta 2002), a v času zadnjih treh popisov je opazno zmanjšanje števila prebivalcev.
|  |

| Demografija | Demografija     | Demografija     |
| Leto        | Št. prebivalcev | Št. prebivalcev |
| ----------- | --------------- | --------------- |
|             |                 |                 |
|             |                 |                 |
|             |                 |                 |
|             |                 |                 |
| 1948        | 712             |                 |
| 1953        | 723             |                 |
| 1961        | 650             |                 |
| 1971        | 565             |                 |
| 1981        | 531             |                 |
| 1991        | 431             | 409             |
| 2002        | 387             | 351             |
|             |                 |                 |

| Etnična sestava po popisu iz leta 2002 | Etnična sestava po popisu iz leta 2002 | Etnična sestava po popisu iz leta 2002 | Etnična sestava po popisu iz leta 2002 | Etnična sestava po popisu iz leta 2002 |
| -------------------------------------- | -------------------------------------- | -------------------------------------- | -------------------------------------- | -------------------------------------- |
| Srbi                                   | Srbi                                   |                                        | 350                                    | 99,71%                                 |
| Neznano                                | Neznano                                |                                        | 0                                      | 0,0%                                   |